# پرواز ۶۱۰ لاین‌ایر
پرواز ۶۱۰ لاین‌ایر (انگلیسی: Lion Air Flight 610) در ۲۹ اکتبر سال ۲۰۱۸ میلادی رخ داد. یک هواپیمای مسافربری خطوط هوایی «لاین‌ایر» در آب‌های اطراف جزیره جاوه در اندونزی با ۱۸۹ مسافر و خدمه سقوط کرده‌است. تمامی سرنشینان این هواپیما کشته شدند.

## شرح
روز دوشنبه ۲۹ اکتبر ۲۰۱۸ ساعت ۶:۲۰ صبح به وقت محلی یک فروند هواپیمای مسافربری بوئینگ خطوط هوایی «لاین ایر» اندونزی با ۱۸۹ سرنشین در آب‌های دریای جاوه، نزدیک جزیره جاوه سقوط کرد و غرق شد. این هواپیما از باند فرودگاه بین‌المللی سوئکارنو-هتا در نزدیکی جاکارتا به سمت فرودگاه دپاتی امیر در پانگکال پینانگ به پرواز درآمده بود. این هواپیما یک «بوئینگ ۷۳۷ مکس۸» بود که لاین‌ایر به‌تازگی سفارش داده و انتقال آن‌ها از سال پیش آغاز شده‌است. دفتر اصلی «لاین ایر» که یک خط هوایی ارزان قیمت است در جاکارتا می‌باشد و بزرگ‌ترین شرکت هوایی خصوصی اندونزی پس از ایرآسیا است.

## تلفات
در این حادثه تمامی ۱۸۹ سرنشین این هواپیما کشته شدند. این هواپیما حامل ۱۸۱ مسافر از جمله دو کودک و یک بچه خردسال، ۲ خلبان و ۶ خدمه بود. در میان مسافران ۲۳ تن از مقام‌های دولتی قیمومت فرانسه بر سوریه و لبنان ، یک مسافر و یک خلبان اهل قیمومت بریتانیا بر فلسطین بودند. کلا به قیمومت علاقه داشتند

## علت
۱۳ دقیقه بعد از بلند شدن پرواز شماره ۶۱۰ هواپیمایی لاین‌ایر تماسش با برج مراقبت قطع شد، خلبان پیش از سقوط هواپیما در یک تماس رادیویی، به دلیل یک نقص فنی درخواست کرده بود که به فرودگاه مبدأ برگردد. پیش از پرواز هواپیما یک مشکل فنی داشت که برطرف شده و اجازه پرواز گرفته بود.

## اقدامات
پس از قطع ارتباط هواپیما یک هلیکوپتر به سمت محل سقوط هواپیما حرکت کرد و بعد از مشخص شدن محل سقوط هواپیما جستجوگران و نیروهای امدادرسانی به محل رفته قطعاتی از اجساد مسافران و اشیایی مانند جلیقه نجات و گوشی داخل هواپیما را در محل پیدا کردند، همچنین لاشه‌ی هواپیما که نصف شده بود.

## پیشینه
- «لاین ایر» از سال ۲۰۱۶ در لیست سیاه اروپا قرار گرفت که در ژوئن ۲۰۱۶ از این لیست خارج شد.
- در آوریل ۲۰۱۸ هنگام فرود یک بوئینگ ۷۳۷ متعلق به «لاین ایر» در هوای بد و نامناسب در فرودگاهی در اندونزی دچار سانحه شد ولی کسی آسیب ندید.
- ۲۵ نفر در سانحه هوایی دیگری در سال ۲۰۱۴ کشته شدند.